# Mosty i wiadukty w Poznaniu

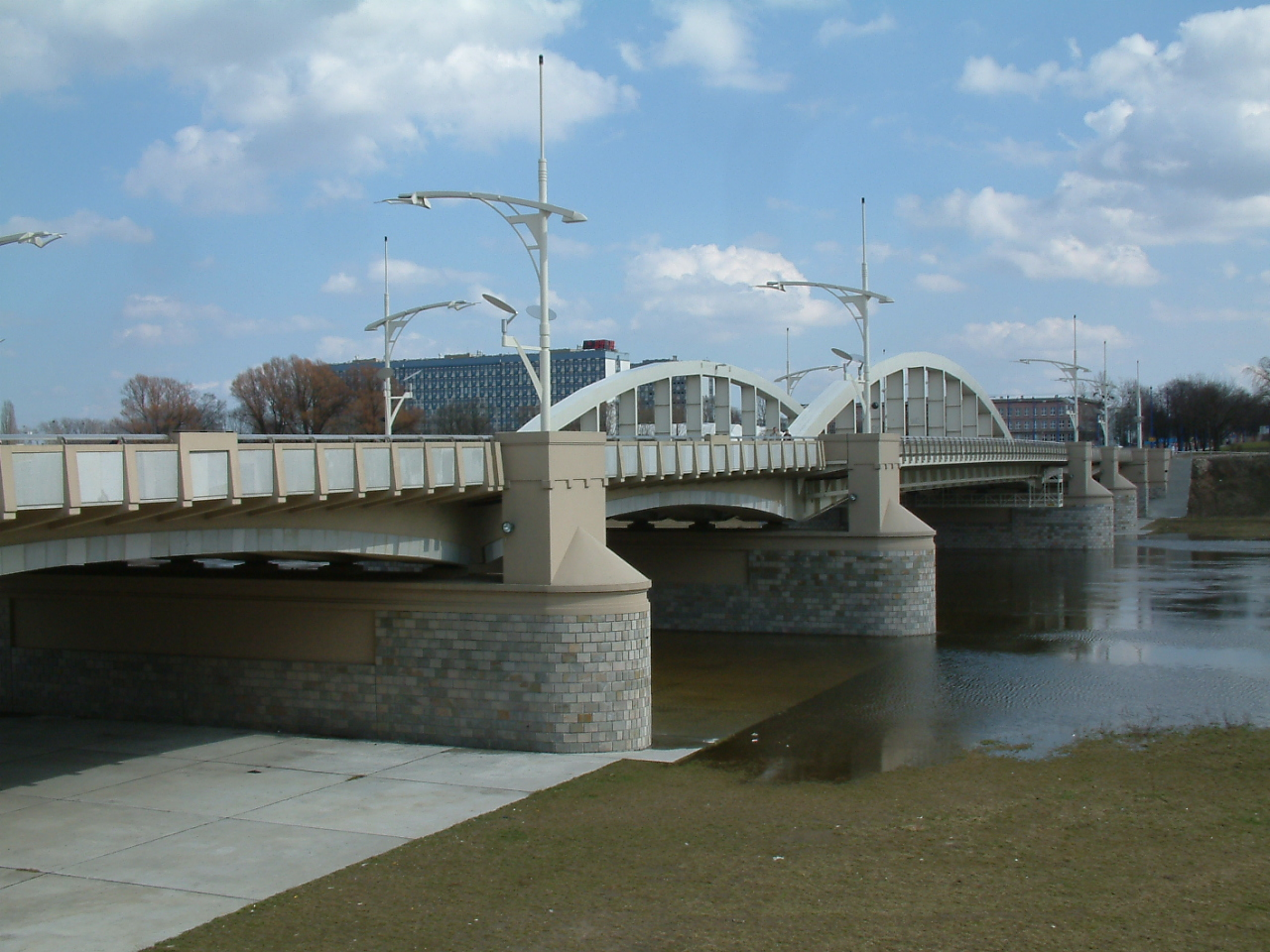
Most św. Rocha

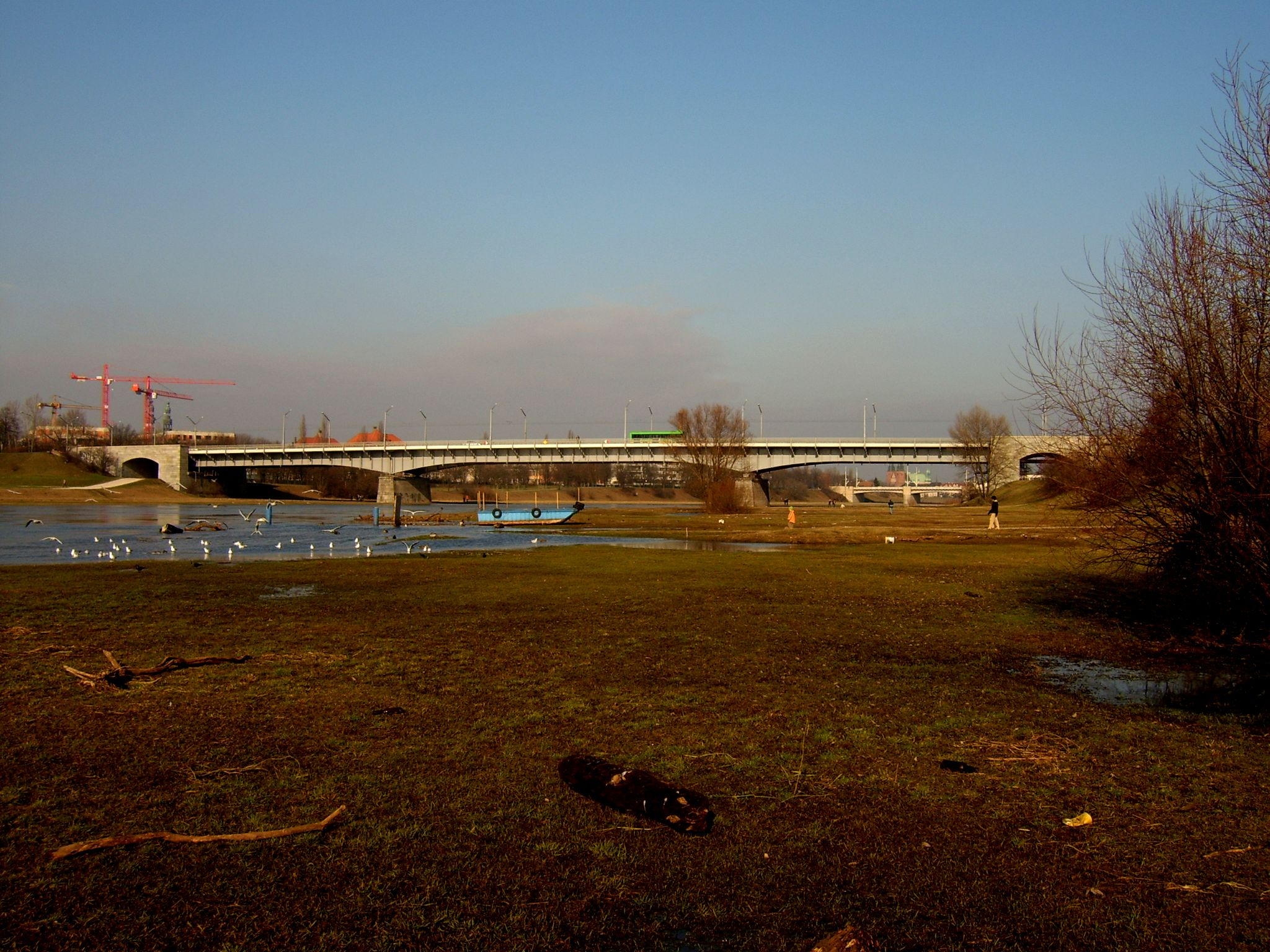
Most Królowej Jadwigi

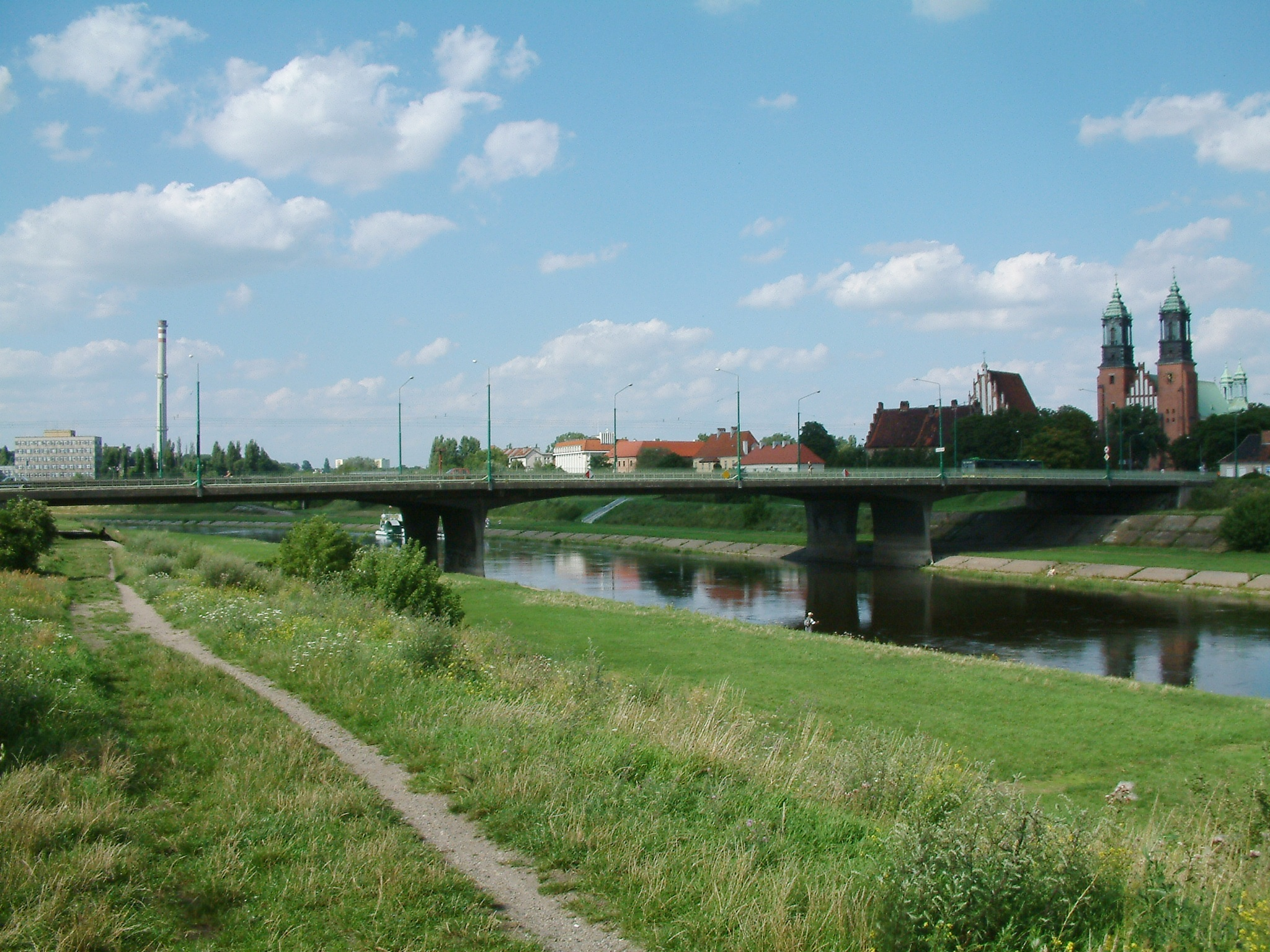
Most Bolesława Chrobrego

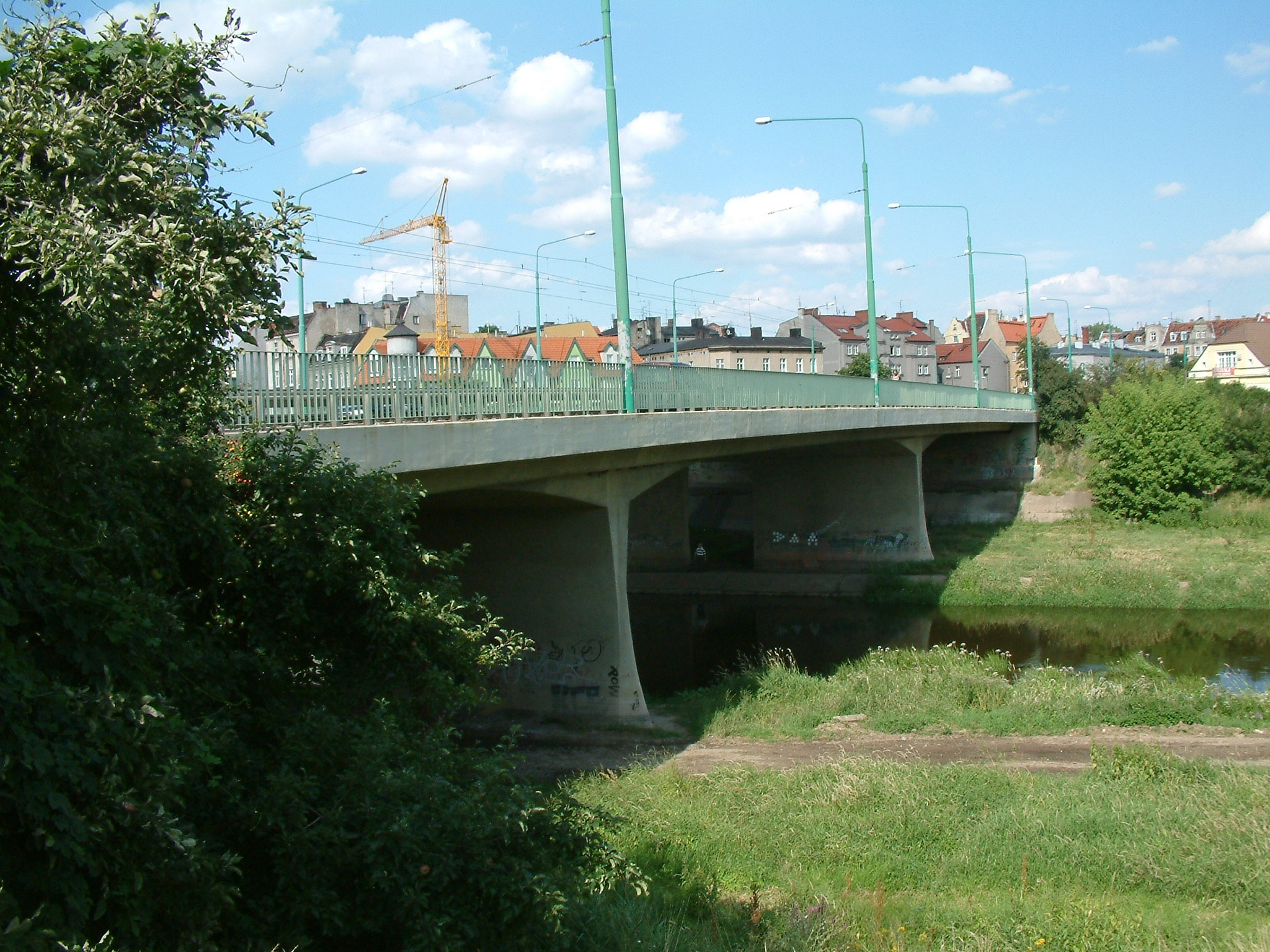
Most Mieszka I

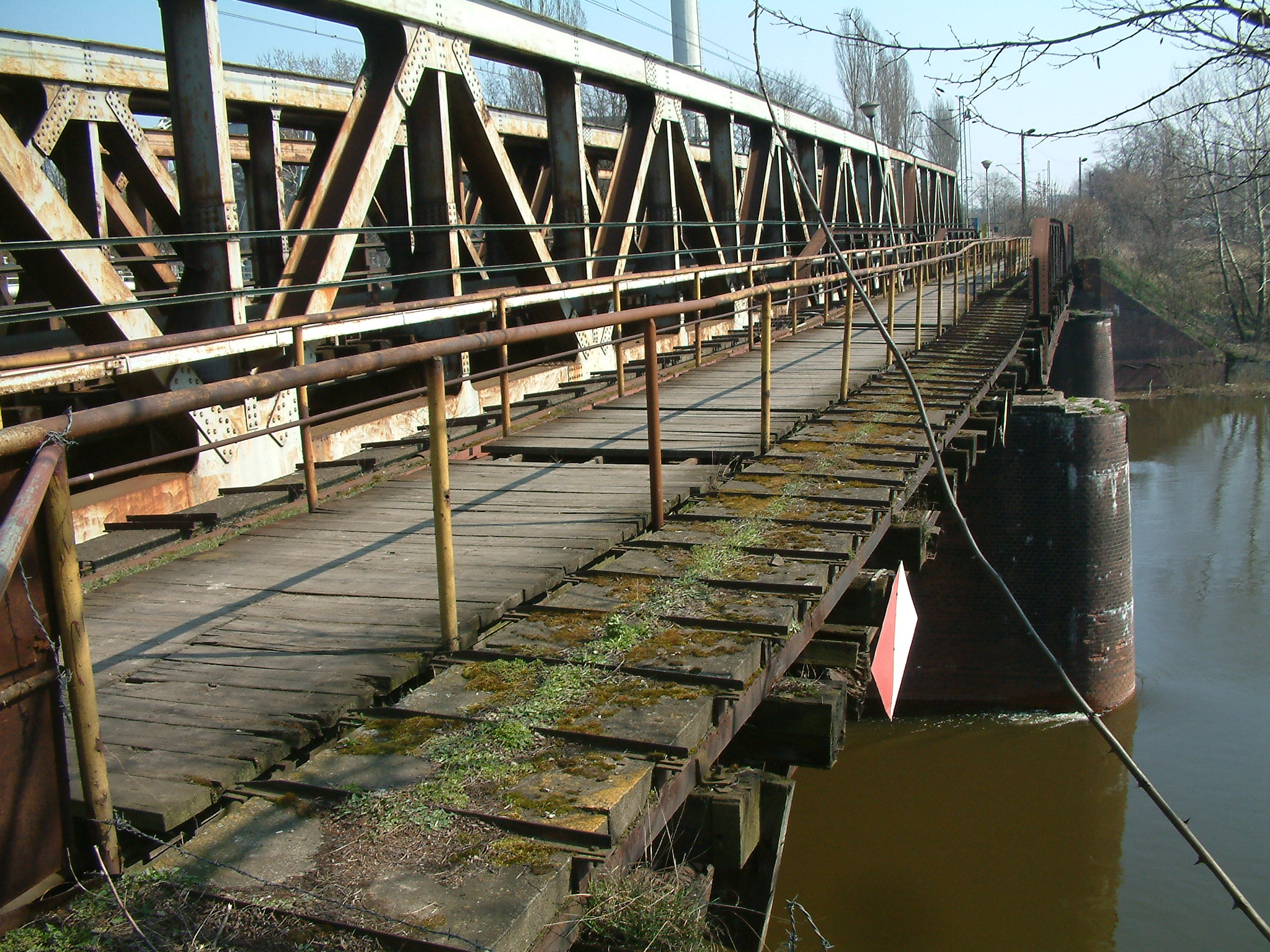
Most kolejowy między Garbarami a Ostrowem Tumskim

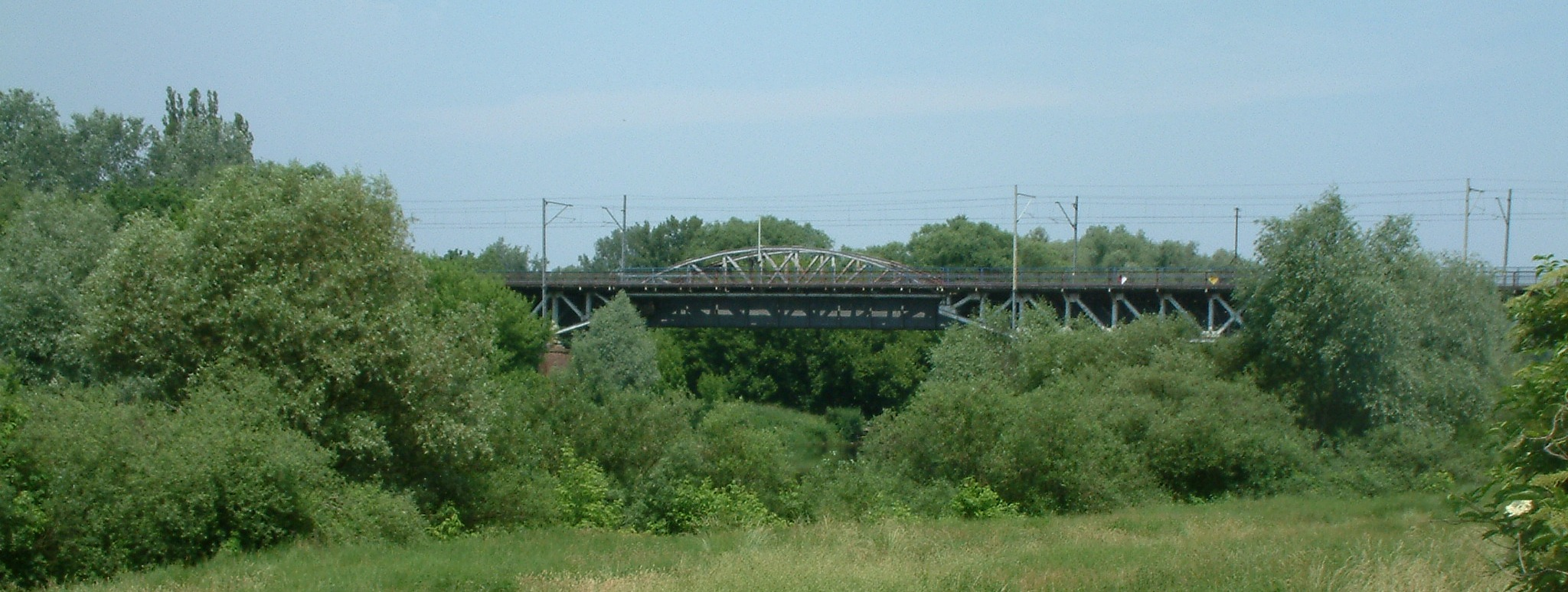
Most Dębiński

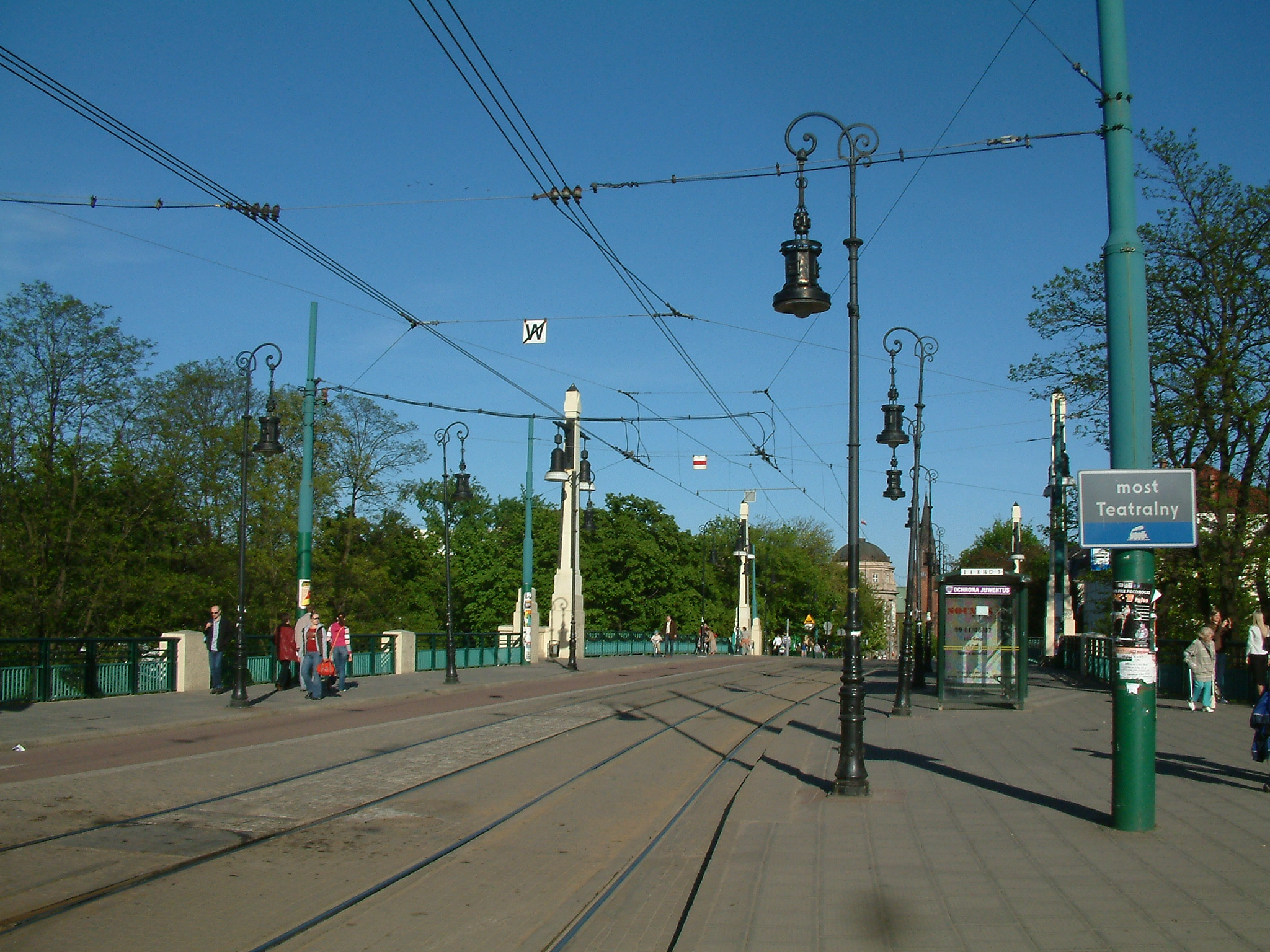
Most Teatralny

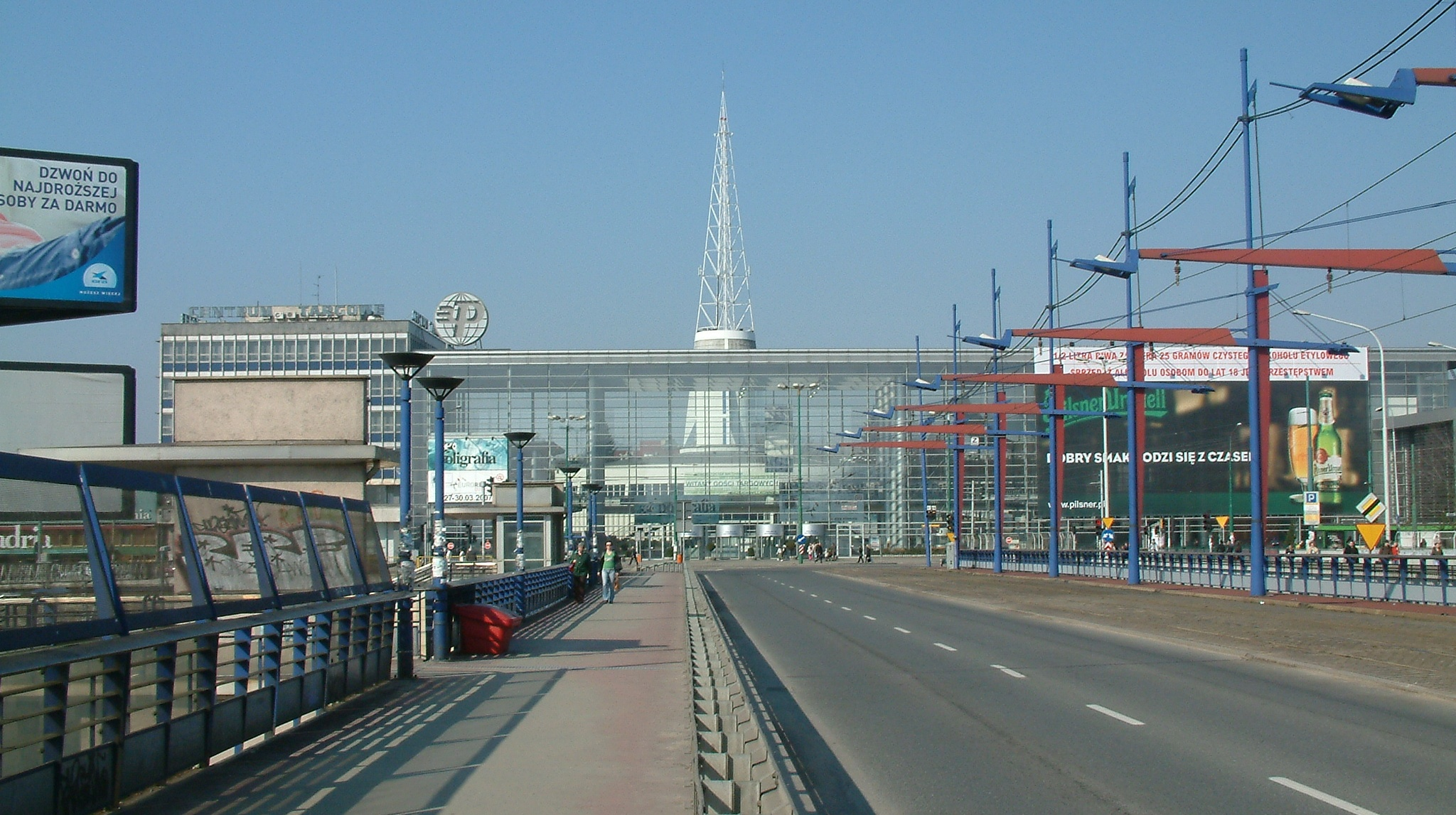
Most Dworcowy

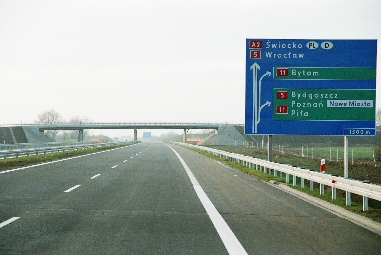
Jeden z wiaduktów nad autostradą A2

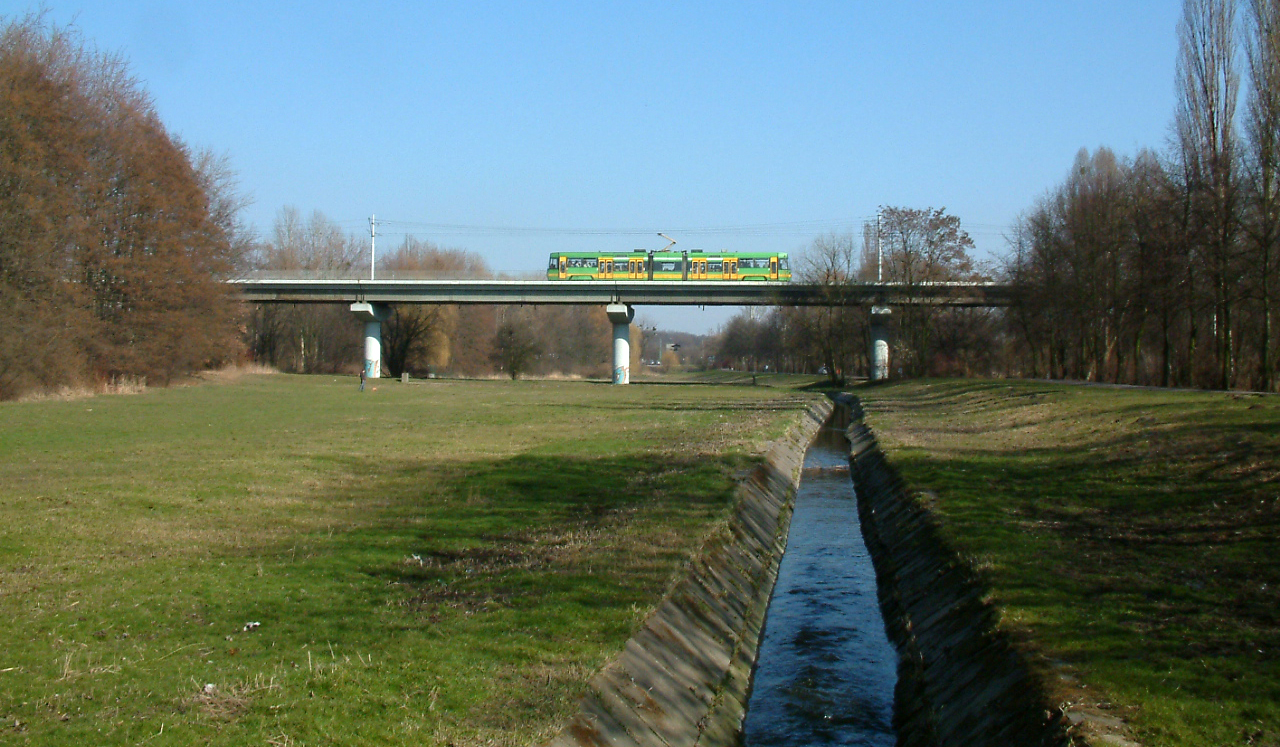
Estakada Poznańskiego Szybkiego Tramwaju ponad doliną Bogdanki

Mosty i wiadukty Poznania – artykuł dotyczy mostów (budowli inżynierskich pozwalających na ruch drogowy ponad przeszkodą wodną lub inną przeszkodą wynikającą z rzeźby terenu) oraz wiaduktów (przepraw pozwalających na poruszanie się ponad każdego rodzaju inną drogą), a także estakad zlokalizowanych na terenie miasta Poznania. W artykule uwzględniono również informacje na temat kładek przeznaczonych dla ruchu pieszego i rowerów, przejść podziemnych (tuneli) oraz przepustów.

## Mosty na Warcie
Na rzece Warcie w Poznaniu istnieje 9 przepraw. 6 z nich to mosty drogowe, 3 mosty kolejowe. Wśród mostów drogowych 4 posiadają torowisko tramwajowe.
Wzdłuż biegu rzeki, z południa na północ, są to następujące mosty:
| Nazwa mostu                     | Rodzaj mostu             | Torowisko | Współrzędne geograficzne                  | Uwagi |
| ------------------------------- | ------------------------ | --------- | ----------------------------------------- | --- |
| Most Lucjana Ballenstedta       | drogowy                  | N         | 52°21′09″N 16°55′04″E/52,352630 16,917790 | obiekt w ciągu obwodnicy autostradowej |
| Most Dębiński (Most Starołęcki) | kolejowy                 | T         | 52°22′05″N 16°55′41″E/52,368120 16,928150 | posiada kładkę dla pieszych i rowerzystów |
| Most Przemysła I                | drogowy                  | T         | 52°22′54″N 16°56′10″E/52,381800 16,936000 | wydzielone torowisko tramwajowe |
| Most Królowej Jadwigi           | drogowy                  | T         | 52°23′53″N 16°56′26″E/52,398100 16,940600 | wspólny przebieg torów tramwajowych i pasów ruchu dla samochodów |
| Most św. Rocha                  | drogowy                  | T         | 52°24′07″N 16°56′41″E/52,402000 16,944800 | wydzielone torowisko tramwajowe |
| Most Bolesława Chrobrego        | drogowy                  | T         | 52°24′36″N 16°56′42″E/52,409900 16,945100 | wydzielone torowisko tramwajowe |
| most bez nazwy                  | kolejowy                 | T         | 52°24′57″N 16°56′27″E/52,415800 16,940900 | obiekt w ciągu linii kolejowej nr 3 |
| Most Lecha                      | drogowy                  | N         | 52°25′44″N 16°57′50″E/52,428900 16,963900 | północna część mostu posiada drogi rowerowe |
| most bez nazwy                  | kolejowy                 | T         | 52°26′28″N 16°58′33″E/52,441100 16,975700 | obiekt w ciągu kolei obwodowej |
| Mosty Berdychowskie (dłuższy)   | 2 kładki pieszo-rowerowe | N         | 52°24′24″N 16°56′46″E/52,406667 16,946111 | Zespół dwóch mostów pieszo-rowerowych, łączących ul. Ewangelicką w dzielnicy Stare Miasto z ul. Berdychowo (dzielnice Berdychowo i Piotrowo); obiekty posiadają łącznik na wyspę Ostrów Tumski i ul. Wieżową. W 2020 r. wykonano projekt kładki, budowa odbywała się w latach 2023 – 2025. Otwarcie odbyło się 28 lutego 2025 roku. |

Ponadto istnieją:
| Nazwa mostu    | Rodzaj mostu | Torowisko | Współrzędne geograficzne                  | Uwagi                                                            |
| -------------- | ------------ | --------- | ----------------------------------------- | ---------------------------------------------------------------- |
| most bez nazwy | drogowy      | N         | 52°24′47″N 16°56′42″E/52,413000 16,944900 | nad tzw. ulgą Warty w ciągu ul. Panny Marii, na Ostrowie Tumskim |
| most bez nazwy | kolejowy     | T         | 52°24′54″N 16°56′43″E/52,415100 16,945300 | nad tzw. ulgą Warty, na Ostrowie Tumskim                         |

## Mosty na Cybinie
Na rzece Cybinie w Poznaniu istnieje kilka przepraw. Dwie to mosty drogowe, w tym jeden z torowiskiem tramwajowym, dwie to mosty kolejowe. Wzdłuż biegu rzeki, ze wschodu na zachód, a następnie z południa na północ, są to następujące mosty i inne budowle inżynierskie:
- przepust pod ul. Sośnicką/Sarnią (jaz na Jeziorze Swarzędzkim)
- most bez nazwy w ul. Warszawskiej, w ciągu drogi krajowej nr 92
- most kolejowy bez nazwy w pobliżu stacji kolejowej Poznań Antoninek
- przepust pod linią kolejową
- przepust pod ul. Browarną
- kładka
- kładka na jazie Stawu Olszak
- most bez nazwy w ul. Wiankowej
- kładka na Jazie Maltańskim
- przepust pod ul. Jana Pawła II (częściowo wykorzystujący Śluzę Cybińską)
- Most Mieszka I
- Most Biskupa Jordana (Most Cybiński lub Śródecki)
- kładka łącząca zachodni przyczółek Śluzy Katedralnej z ICHOT
- most kolejowy bez nazwy
- Most Berdychowski (krótszy)

## Mosty historyczne
Mosty obecnie nieistniejące, a budowane już od czasów średniowiecza, na wylocie dawnych murów miejskich w kierunku wschodnim, na trakcie ze Starego Rynku przez Chwaliszewo, Ostrów Tumski, Śródkę:
| Nazwa mostu        | Rodzaj mostu | Torowisko | Współrzędne geograficzne                  | Uwagi                                                                            |
| ------------------ | ------------ | --------- | ----------------------------------------- | -------------------------------------------------------------------------------- |
| Most Chwaliszewski | drogowy      | T         | 52°24′30″N 16°56′22″E/52,408472 16,939414 | 1. torowisko tramwajowe 2. rozebrany w 1968 roku                                 |
| Most Tumski        | drogowy      | T         |                                           | 1. torowisko tramwajowe 2. zastąpiony w 1925 roku przez most Bolesława Chrobrego |

## Mosty planowane
W Poznaniu planowana jest budowa jeszcze co najmniej jeszcze jednego mostu przez Wartę, uzupełniającego obecny układ komunikacyjny:
| Nazwa mostu                                                                  | Rodzaj mostu           | Torowisko | Współrzędne geograficzne                  | Uwagi |
| ---------------------------------------------------------------------------- | ---------------------- | --------- | ----------------------------------------- | --- |
| Most Winogradzki                                                             | b.d.                   | b.d.      |                                           | na przedłużeniu ul. Winogrady w dzielnicy Stare Miasto w kierunku ul. Prymasa Augusta Hlonda i ul. Głównej                                                           |
| Most drogowy w Czapurach                                                     | drogowy                | N         |                                           | |
| Kładka Piastowska                                                            | kładka pieszo-rowerowa | N         | 52°23′24″N 16°56′19″E/52,389940 16,938660 | połączy Osiedle Piastowskie na Ratajach z łazienkami rzecznymi na Łęgach Dębińskich                                                                                  |
| Most w ciągu I ramy komunikacyjnej                                           | drogowy                | b.d.      | 52°24′56″N 16°56′27″E/52,415680 16,940850 | w ciągu planowanego północnego odcinka I ramy komunikacyjnej, planowany na przedłużeniu ul. Północnej w dzielnicy Stare Miasto w kierunku ul. Prymasa Augusta Hlonda |
| Most w ciągu III ramy komunikacyjnej – północny                              | drogowy                | N         |                                           | w ciągu planowanego północnego odcinka III ramy komunikacyjnej |
| Most w ciągu III ramy komunikacyjnej – południowy                            | drogowy                | N         |                                           | obiekt w ciągu planowanego południowego odcinka III ramy komunikacyjnej                                                                                              |
| Most w ciągu IV ramy komunikacyjnej – obwodnicy północno–wschodniej Poznania | drogowy                | N         |                                           | obiekt w ciągu planowanego odcinka IV ramy komunikacyjnej |

## Wiadukty drogowe
Wiadukty drogowe w Poznaniu zlokalizowane są w centrum miasta - 3 wiadukty nazwane zwyczajowo mostami nad linią kolejową z dworca Poznań Główny w kierunku północnym, na drogach wyjazdowych w kierunku Warszawy, Katowic, Wrocławia i Piły oraz w innych ważnych punktach komunikacyjnych:
| Nazwa wiaduktu                        | Przeszkoda                                                                     | Torowisko | Współrzędne geograficzne                                                                                | Uwagi |
| ------------------------------------- | ------------------------------------------------------------------------------ | --------- | --- | --- |
| Most Dworcowy                         | - przedłużenie Poznańskiego Szybkiego Tramwaju - ul. Dworcowa - linie kolejowe | T         | 52°24′12″N 16°54′46″E/52,403330 16,912720                                                               | 1. wydzielone torowisko tramwajowe 2. element I ramy komunikacyjnej |
| Most Uniwersytecki                    | - linia 351 (cz. zach.) - linia 3 (cz. wsch.)                                  | T         | 52°24′28″N 16°54′48″E/52,407680 16,913410 cz. zach. 52°24′27″N 16°54′51″E/52,407608 16,914183 cz. wsch. | wydzielone torowisko tramwajowe |
| Most Teatralny                        | linie kolejowe 3 351                                                           | T         | 52°24′37″N 16°54′54″E/52,410242 16,915014                                                               | wiadukt zamknięty dla ruchu samochodowego |
| Wiadukt Antoninek im. Orląt Lwowskich | - ul. Światopełka (cz. zach.) - linia 3 (cz. zach.) - ul. Bałtycka (cz. wsch.) | N         | 52°24′41″N 17°01′21″E/52,411250 17,022370 cz. zach. 52°24′41″N 17°01′30″E/52,411480 17,025000 cz. wsch. | 1. obiekt w ciągu ul. Warszawskiej 2. po remoncie jako dwa osobne wiadukty |
| Wiadukt Franowo                       | - kolej obwodowa - stacja Poznań Franowo                                       | N         | 52°22′21″N 16°59′12″E/52,372439 16,986739                                                               | obiekt w ciągu ul. Bolesława Krzywoustego |
| Wiadukt Kosynierów Górczyńskich       | - pętla tramwajowa Górczyn - linia 3                                           | N         | 52°22′50″N 16°52′48″E/52,380450 16,880006                                                               | obiekt w ciągu ul. Głogowskiej |
| Wiadukt Gabriela Narutowicza          | kolej obwodowa – linia 395                                                     | N         | 52°27′53″N 16°53′19″E/52,464681 16,888647                                                               | obiekt w ciągu ul. Obornickiej |
| Wiadukt Dolna Wilda                   | ul. Dolna Wilda                                                                | T         | 52°23′01″N 16°55′20″E/52,383519 16,922208                                                               | 1. wydzielone torowisko tramwajowe 2. obiekt w ciągu ul. Hetmańskiej i II ramy komunikacyjnej, część węzła drogowego |
| Wiadukt Hetmański                     | ul. Droga Dębińska                                                             | T         | 52°22′58″N 16°55′44″E/52,382775 16,928806                                                               | 1. wydzielone torowisko tramwajowe 2. wiadukt w ciągu ul. Hetmańskiej |
| Wiadukt Ryszarda Ganowicza            | ul. Niestachowska                                                              | N         | 52°25′41″N 16°53′57″E/52,427970 16,899270                                                               | wiadukt w ciągu ul. Wojska Polskiego, część węzła drogowego |
| Wiadukt ks. Władysława Skórnickiego   | ul. Głogowska                                                                  | N         | 52°22′22″N 16°51′56″E/52,372890 16,865570                                                               | wiadukt w ciągu ul. Ostatniej, część węzła drogowego |
| wiadukt bez nazwy                     | ul. Zagórze                                                                    | T         | 52°24′37″N 16°57′01″E/52,410390 16,950310                                                               | 1. wydzielone torowisko tramwajowe 2. wiadukt w ciągu ul. Wyszyńskiego, element Trasy Chwaliszewskiej |
| wiadukt bez nazwy                     | - ul. Wincentego Witosa - trasa tramwajowa                                     | N         | 52°26′23″N 16°54′35″E/52,439670 16,909700                                                               | wiadukt w ciągu ul. Juraszów |
| wiadukt bez nazwy                     | ul. Wincentego Witosa                                                          | N         | 52°26′06″N 16°54′23″E/52,434870 16,906450                                                               | wiadukt w ciągu al. Solidarności |
| wiadukt bez nazwy                     | ul. Warmińska                                                                  | N         | 52°25′28″N 16°53′45″E/52,424410 16,895870                                                               | wiadukt w ciągu ul. Niestachowskiej |
| wiadukt bez nazwy                     | ul. św. Wawrzyńca                                                              | N         | 52°25′16″N 16°52′25″E/52,421120 16,873510                                                               | element węzła ul. Dąbrowskiego, ul. Polskiej z ul. św. Wawrzyńca |
| wiadukt bez nazwy                     | - ul. Stanisława Skalskiego - bocznica kolejowa                                | N         | 52°25′34″N 16°51′34″E/52,426230 16,859520                                                               | wiadukt w ciągu ul. Dąbrowskiego |
| wiadukt bez nazwy                     | ul. Lutycka                                                                    | N         | 52°25′49″N 16°50′41″E/52,430340 16,844790                                                               | wiadukt w ciągu północnej jezdni ul. Dąbrowskiego, element węzła z ul. Lutycką |
| wiadukt bez nazwy                     | ul. Dąbrowskiego                                                               | N         | 52°25′54″N 16°49′51″E/52,431750 16,830860                                                               | w ciągu ul. Santockiej, część węzła |
| wiadukt bez nazwy                     | ul. Dąbrowskiego                                                               | N         | 52°25′55″N 16°48′30″E/52,432060 16,808450                                                               | w ciągu ul. Słupskiej, część węzła |
| wiadukt bez nazwy                     | - ul. Chartowo/Żegrze - linia tramwajowa                                       | N         | 52°23′06″N 16°58′18″E/52,384900 16,971700                                                               | w ciągu ul. Bolesława Krzywoustego (tzw. „Trasy Katowickiej”), część węzła drogowego |
| Wiadukt Jadwigi Szczawińskiej         | ul. Bolesława Krzywoustego (tzw. „Trasa Katowicka”)                            | N         | 52°22′53″N 16°58′33″E/52,381300 16,975900                                                               | w ciągu ul. Kurlandzkiej |
| wiadukt bez nazwy                     | ul. Bolesława Krzywoustego (tzw. „Trasa Katowicka”)                            | N         | 52°22′47″N 16°58′40″E/52,379800 16,977700                                                               | 1. wybudowany w ciągu ul. Szwedzkiej 2. część planowanej 3. ramy komunikacyjnej Poznania |
| wiadukt bez nazwy                     | ul. Bolesława Krzywoustego (tzw. „Trasa Katowicka”)                            | N         | 52°20′24″N 17°00′07″E/52,339900 17,002000                                                               | w ciągu ul. Tarnowskiej |
| wiadukt bez nazwy                     | linia tramwajowa                                                               | N         | 52°23′20″N 16°58′44″E/52,388970 16,978880                                                               | 1. w ciągu ul. Chartowo 2. 13 czerwca 2011 roku rozpoczęto remont wiaduktu (rozbiórka i odbudowa) w związku z przedłużeniem trasy tramwajowej z os. Lecha na Franowo. Mimo iż poprzedni wiadukt w był wybudowany z myślą o przedłużeniu trasy i mógł zostać wykorzystany do tego celu, jego stan techniczny przesądził o budowie na jego miejscu nowego obiektu. Odbudowany wiadukt jest częścią tunelu trasy tramwajowej os. Lecha-Franowo otwartej 11 sierpnia 2012. |
| wiadukt bez nazwy                     | Kolejka Parkowa Maltanka                                                       | N         | 52°24′13″N 16°59′07″E/52,403720 16,985310                                                               | w ciągu ul. Krańcowej – dojazd do Campingu i Hotelu Malta |
| wiadukt bez nazwy                     | linie kolejowe 272 352                                                         | N         | 52°21′34″N 16°56′46″E/52,359400 16,946100                                                               | w ciągu ul. Baranowskiej/Gołężyckiej |
| wiadukt bez nazwy                     |                                                                                | T         | 52°22′38″N 16°57′07″E/52,377300 16,951900                                                               | w ciągu ul. Hetmańskiej, przy os. Armii Krajowej |
| dwa wiadukty bez nazwy                | - linia 272 - linia 801                                                        | T         | - 52°22′34″N 16°54′22″E/52,376080 16,906150 - 52°22′27″N 16°54′16″E/52,374300 16,904460                 | w ciągu ul. 28 czerwca 1956 |
| wiadukty bez nazwy                    | obwodnica A2 S5 S11                                                            | N         | | w ciągu dróg lokalnych oraz węzłów autostradowych |
| wiadukty bez nazwy                    | trasa Poznańskiego Szybkiego Tramwaju                                          | N         | | w ciągu ulic oraz kładki |

## Wiadukty kolejowe
W Poznaniu istnieje ponad 20 wiaduktów kolejowych, żaden z nich nie otrzymał oficjalnej nazwy.
| Linia kolejowa                                                                   | Przeszkoda                                                           | Współrzędne geograficzne                  | Uwagi                                                                                        |
| -------------------------------------------------------------------------------- | -------------------------------------------------------------------- | ----------------------------------------- | -------------------------------------------------------------------------------------------- |
| 271 Poznań Gł. – Wrocław Gł. 272 Poznań Gł. – Kluczbork                          | ul. Hetmańska                                                        | 52°23′11″N 16°54′24″E/52,386260 16,906660 |                                                                                              |
| 351 Poznań Gł. – Szczecin Gł.                                                    | ul. Libelta                                                          | 52°24′48″N 16°54′56″E/52,413450 16,915640 | przejazd pod wiaduktem dla pojazdów o maks. wysokości 3,6 m                                  |
| 3 Kunowice – Warszawa Zach.                                                      | ul. Libelta                                                          | 52°24′48″N 16°54′58″E/52,413280 16,916180 | przejazd pod wiaduktem dla pojazdów o maks. wysokości 3,6 m                                  |
| 3 Kunowice – Warszawa Zach.                                                      | ul. Nowowiejskiego                                                   | 52°24′56″N 16°55′09″E/52,415560 16,919120 | przejazd pod wiaduktem dla pojazdów o maks. wysokości 3,8 m                                  |
| 3 Kunowice – Warszawa Zach.                                                      | ul. Cicha                                                            | 52°25′00″N 16°55′21″E/52,416630 16,922370 |                                                                                              |
| 3 Kunowice – Warszawa Zach.                                                      | ul. Przepadek                                                        | 52°25′03″N 16°55′36″E/52,417520 16,926780 | przejazd pod wiaduktem dla pojazdów o maks. wysokości 3,6 m                                  |
| 3 Kunowice – Warszawa Zach.                                                      | al. Niepodległości                                                   | 52°25′03″N 16°55′48″E/52,417450 16,930070 | przejazd pod wiaduktem dla pojazdów o maks. wysokości 2,4 m                                  |
| 3 Kunowice – Warszawa Zach.                                                      | ul. Ku Cytadeli                                                      | 52°25′00″N 16°56′05″E/52,416760 16,934820 | wiadukt w sąsiedztwie stacji Poznań Garbary                                                  |
| 3 Kunowice – Warszawa Zach.                                                      | ul. Garbary                                                          | 52°24′58″N 16°56′22″E/52,416020 16,939480 | przejazd pod wiaduktem dla pojazdów o maks. wysokości 3,7 m                                  |
| 3 Kunowice – Warszawa Zach.                                                      | ul. Hlonda                                                           | 52°24′51″N 16°57′24″E/52,414030 16,956800 |                                                                                              |
| 3 Kunowice – Warszawa Zach.                                                      | ul. Podwale                                                          | 52°24′51″N 16°57′28″E/52,414170 16,957720 |                                                                                              |
| 395 Kiekrz – Zieliniec                                                           | - ul. Gdyńska - linia 356 Poznań Wsch. – Bydgoszcz Gł.               | 52°26′25″N 16°58′55″E/52,440400 16,982080 | część kolei obwodowej                                                                        |
| 3 Kunowice – Warszawa Zach.                                                      | ul. Dmowskiego                                                       | 52°22′41″N 16°53′18″E/52,378190 16,888440 |                                                                                              |
| 272 Poznań Gł. – Kluczbork                                                       | ul. Dolna Wilda                                                      | 52°22′16″N 16°54′59″E/52,371210 16,916400 |                                                                                              |
| 351 Poznań Gł. – Szczecin Gł.                                                    | ul. Niestachowska                                                    | 52°25′13″N 16°53′39″E/52,420400 16,894110 |                                                                                              |
| 354 Poznań PoD – Piła Gł.                                                        | ul. Niestachowska                                                    | 52°25′14″N 16°53′39″E/52,420620 16,894190 |                                                                                              |
| 351 Poznań Gł. – Szczecin Gł.                                                    | ul. Kościelna                                                        | 52°25′05″N 16°54′27″E/52,418130 16,907470 | przejazd pod wiaduktem dla pojazdów o maks. wysokości 2,8 m, sterowany sygnalizacją świetlną |
| 394 Poznań Krzesiny – Kobylnica                                                  | - ul. Warszawska - ul. Radziwoja - linia 3 Kunowice – Warszawa Zach. | 52°24′23″N 17°02′25″E/52,406310 17,040300 | część kolei obwodowej                                                                        |
| 352 Poznań Starołęka – Swarzędz 394 Poznań Krzesiny – Kobylnica                  | ul. Kobylepole                                                       | 52°23′23″N 17°01′29″E/52,389610 17,024610 | część kolei obwodowej                                                                        |
| 806 Poznań Franowo PFD – Nowa Wieś Poznańska 823 Poznań Franowo PFD – Stary Młyn | ul. Kobylepole                                                       | 52°23′16″N 17°01′37″E/52,387680 17,026880 |                                                                                              |
| 356 Poznań Wsch. – Bydgoszcz Gł.                                                 | ul. Gnieźnieńska                                                     | 52°25′22″N 16°58′50″E/52,422780 16,980640 | przejazd pod wiaduktem dla pojazdów o maks. wysokości 3,7 m                                  |
| 3 Kunowice – Warszawa Zach.                                                      | wejście na cmentarz Miłostowo (od ul. Gnieźnieńskiej)                | 52°25′30″N 16°59′37″E/52,425020 16,993690 |                                                                                              |
| 823 Poznań Franowo PFD – Stary Młyn                                              | ul. Majakowskiego                                                    | 52°23′49″N 17°02′15″E/52,397070 17,037520 | wiadukt jednotorowy                                                                          |
| 272 Poznań Gł. – Kluczbork                                                       | ul. Ku Dębinie                                                       | 52°22′10″N 16°55′23″E/52,369460 16,923010 |                                                                                              |
| 351 Poznań Gł. – Szczecin Gł.                                                    | Poznański Szybki Tramwaj                                             | 52°24′56″N 16°54′52″E/52,415580 16,914410 | nazywany nieformalnie wiaduktem szczecińskim                                                 |

## Wiadukt tramwajowy
- wiadukty Poznańskiego Szybkiego Tramwaju nad skrzyżowaniem ul. Poznańskiej i ul. Roosevelta

## Estakady
W krajobrazie miasta występują również estakady - drogowa oraz tramwajowa:
| Nazwa estakady               | Rodzaj estakady | Torowisko | Współrzędne geograficzne                  | Uwagi                                                                                      |
| ---------------------------- | --------------- | --------- | ----------------------------------------- | ------------------------------------------------------------------------------------------ |
| Estakada nad doliną Obrzycy  | drogowa         | N         | 52°23′26″N 16°57′54″E/52,390417 16,965022 | obiekt w ciągu ul. Bolesława Krzywoustego (tzw. Trasy Katowickiej) m.in. nad ul. Inflancką |
| Estakada nad doliną Bogdanki | tramwajowa      | T         | 52°25′10″N 16°55′02″E/52,419444 16,917222 | na trasie Poznańskiego Szybkiego Tramwaju                                                  |

## Kładki
do uzupełnienia
- kładka bez nazwy w al. 15 Pułku Ułanów Poznańskich, przy amfiteatrze w Parku Cytadela,
- kładka bez nazwy przy Rosarium, w Parku Cytadela,
- kładka bez nazwy przy Barze Piknik w Parku Cytadela,
- dwie kładki bez nazwy nad ul. Żegrze, łączące os. Stare Żegrze z os. Orła Białego,
- kładka bez nazwy nad ul. Słowiańską, łącząca os. Przyjaźni z ul. Ozimina,
- kładka bez nazwy nad ul. Mieszka I oraz trasą PST, łącząca os. Przyjaźni z os. Powstańców Warszawy,
- kładka bez nazwy nad ul. Bolesława Krzywoustego,
- kładka nad ul. Wiankową – dojście do trybun Toru Regatowego „Malta”,
- kładka nad ul. Witosa (na wysokości ul. Szydłowskiej),
- kładka bez nazwy nad rzeką Główną obok strefy biwakowej przy zakręcie drogi pieszo-rowerowej tzw. Wartostrady, nieopodal ulicy Augusta Hlonda,

## Przejścia podziemne
do uzupełnienia
- pod Rondem Kaponiera (4/4 ronda, 8 wejść, w tym 4 do peronów tramwajowych) z punktami handlowymi, usługowymi i WC
- pod ul. Dworcową (4 wejścia)
- pod torami kolejowymi i dworcem Poznań Główny (14 wejść, w tym 12 do peronów kolejowych) z punktami handlowymi
- pod skrzyżowaniem ul. Wierzbięcice z ul. Stanisława Matyi (2/4 skrzyżowania, 6 wejść, w tym 2 do peronów tramwajowych) z punktami handlowymi
- pod Rondem Śródka (2/4 ronda, 8 wejść, w tym 4 do peronów tramwajowych)
- pod Rondem Żegrze (1/4 ronda, 4 wejścia, w tym 2 do peronów tramwajowych) – zlikwidowane w 2019 roku w ramach przebudowy ronda
- pod ul. Chartowo (4 wejścia, w tym 2 do peronów tramwajowych), łączące Os. Lecha z Os. Czecha
- pod ul. Chartowo (2 wejścia), łączące Os. Tysiąclecia z Os. Rusa
- pod ul. Dąbrowskiego (3 wejścia), łącząca ul. Leśnowolską z ul. Wejcherowską (Poznań - Smochowice)
- pod ul. Bolesława Krzywoustego (tzw. „Trasą Katowicką”), łączące os. Lecha z os. Stare Żegrze
- pod ul. Bolesława Krzywoustego (tzw. „Trasą Katowicką”), łączące os. Jagiellońskie z drugą stroną trasy (łąki, blisko ul. Pleszewska)
- pod ul. Murawa (2 wejścia), łączące os. Wichrowe Wzgórze z os. Kosmonautów
- Tunel Tumski – pod ul. Wyszyńskiego (4 wejścia, w tym 2 do peronów tramwajowych)
- Tunel Komandoria – pod ul. Warszawską (4 wejścia, w tym 2 do peronów tramwajowych)
- Tunel Łomżyński – pod ul. Warszawską (5 wejść, w tym 2 do peronów tramwajowych)
- Tunel Mogileński – pod ul. Warszawską (3 wejścia, w tym 2 do peronów tramwajowych)
- Tunel Miłostowo – pod ul. Warszawską (2 wejścia)
- pod linią kolejową – wejście na cmentarz Miłostowo (od ul. Warszawskiej)
- Tunel Leszka – pod ul. Warszawską i linią kolejową (5 wejść, w tym jedno do peronu kolejowego)
- w ciągu ul. św. Leonarda – pod linią tramwajową na Piątkowską (przystanek św. Leonarda)
- w ciągu ul. Ku Cytadeli – pod linią kolejową (stacja Poznań Garbary – zachodnia głowica)